# Fertőboz
Fertőboz (niem. Holling) – wieś i gmina w północno-zachodniej części Węgier, w pobliżu miasta Sopron.
Miejscowość leży na obszarze Małej Niziny Węgierskiej, w pobliżu granicy austriackiej. Administracyjnie należy do powiatu Sopron-Fertőd, wchodzącego w skład komitatu Győr-Moson-Sopron. Gmina Fertőboz liczy 249 mieszkańców (2009) i zajmuje obszar 13,63 km².
We wsi znajduje się kościół rzymskokatolicki z 1732.
Od II wojny światowej liczba mieszkańców osady systematycznie spada.
Zmiany liczby mieszkańców:
| rok  | liczba mieszkańców |
| ---- | ------------------ |
| 1900 | 522                |
| 1930 | 682                |
| 1949 | 478                |
| 1990 | 284                |
| 1997 | 285                |
| 2001 | 260                |
| 2009 | 249                |